# Elecciones municipales de 1995 en Sevilla
Las elecciones municipales de 1995 se celebraron en Sevilla el domingo 28 de mayo, de acuerdo con el Real Decreto de convocatoria de elecciones locales en España dispuesto el 3 de abril de 1995 y publicado en el Boletín Oficial del Estado el día 4 de abril. Por primera vez se eligieron 33 concejales al contrario que anteriormente que se elegían 31 concejales del pleno del Ayuntamiento de Sevilla mediante un sistema proporcional (método d'Hondt), con listas cerradas y un umbral electoral del 5 %.
Con la victoria en votos del Partido Popular y a pesar de tener el mismo número de concejales que el PSOE-A, el Partido Popular liderado por Soledad Becerrill consiguió la alcaldía a través del apoyo en la investidura del Partido Andalucista liderado por Alejandro Rojas-Marcos, que en ese momento era alcalde de Sevilla a través de un pacto con el Partido Popular al final de las elecciones de 1991.

## Resultados
Los resultados completos se detallan a continuación:
| Candidatura | Candidatura                                                     | Voto Popular | Voto Popular                         | Voto Popular                         | Concejales                           | Concejales                           |
| Candidatura | Candidatura                                                     | Votos        | %                                    | ±pp                                  | Total                                | +/-                                  |
| --- | --------------------------------------------------------------- | ------------ | ------------------------------------ | ------------------------------------ | ------------------------------------ | ------------------------------------ |
| | Partido Popular (PP-A)                                          | 107,446      | 30,44                                | +6.09                                | 10                                   | +2                                   |
| | Partido Socialista Obrero Español de Andalucía (PSOE-A)         | 100,729      | 28,54                                | -10.03                               | 10                                   | -2                                   |
| | Partido Andalucista (PA)                                        | 92,417       | 26,19                                | +1.36                                | 9                                    | ±0                                   |
| | Izquierda Unida Los Verdes-Convocatoria por Andalucía (IULV-CA) | 45,416       | 12,87                                | +6.01                                | 4                                    | +2                                   |
| |                                                                 |              |                                      |                                      |                                      |                                      |
| | Partido Andaluz del Progreso (PAP)                              | 710          | 0,20                                 | Nuevo                                | 0                                    | ±0                                   |
| | Voz del Pueblo Andaluz (VPDA)                                   | 549          | 0,16                                 | Nuevo                                | 0                                    | ±0                                   |
| | Plataforma Humanista (PH)1                                      | 247          | 0,07                                 | -0.24                                | 0                                    | ±0                                   |
| | Falange Española de las JONS (FE de las JONS)                   | 236          | 0,07                                 | -0.03                                | 0                                    | ±0                                   |
| | Partido Revolucionario de los trabajadores (PRT) 2              | 212          | 0,06                                 | -0.14                                | 0                                    | ±0                                   |
| | Unidad Popular Andaluza (UPAN)                                  | 146          | 0,04                                 | -0.04                                | 0                                    | ±0                                   |
| Votos en blanco | Votos en blanco                                                 | 4826         | 1,37                                 | +0.58                                | n/a                                  | n/a                                  |
| Votos vàlidos | Votos vàlidos                                                   | 352 934      | 100,00                               | 100,00                               | 33                                   | ±0                                   |
| Votos nulos | Votos nulos                                                     | 1397         | Participación: \| \| 63.34 % \| 8,5% | Participación: \| \| 63.34 % \| 8,5% | Participación: \| \| 63.34 % \| 8,5% | Participación: \| \| 63.34 % \| 8,5% |
| Votantes | Votantes                                                        | 354 331      | Participación: \| \| 63.34 % \| 8,5% | Participación: \| \| 63.34 % \| 8,5% | Participación: \| \| 63.34 % \| 8,5% | Participación: \| \| 63.34 % \| 8,5% |
| Electores | Electores                                                       | 559 451      | Participación: \| \| 63.34 % \| 8,5% | Participación: \| \| 63.34 % \| 8,5% | Participación: \| \| 63.34 % \| 8,5% | Participación: \| \| 63.34 % \| 8,5% |
| 1 Los resultados de la Plataforma Humanista se comparan a los de Los Verdes lista Ecologista-Humanista en las elecciones de 1991. 2 Los resultados del Partido Revolucionario de los trabajadores se comparan a los del Partido Socialista de los Trabajadores en las elecciones de 1991. |                                                                 |              |                                      |                                      |                                      |                                      |
| | 63.34 %                                                         |              |                                      |                                      |                                      |                                      |

## Cabeza de lista
| Cabeza de lista | Partido Político |
| --------------- | ---------------- |
|                 | PP-A             |
|                 | PSOE-A           |
|                 | PA               |
|                 | IULV-CA          |

## Investidura
| Votación de investidura de Soledad Becerril Bustamante (PP-A) Mayoría absoluta: 17/33 |       |                          |
| Candidato                                                                             | Votos | Partidos votantes        |
| Soledad Becerril Bustamante                                                           | 19    | PP-A (10), PA (9)        |
| José Rodríguez de la Borbolla                                                         | 14    | PSOE-A (10), IULV-CA (4) |